# Spalding (Lincolnshire)
Pour les articles homonymes, voir Spalding.
Spalding est une localité du Lincolnshire en Angleterre. Elle a le statut de ville de marché. 
En 2011, sa population était de 28 722 habitants, et en 2021, sa population était de 35 220 habitants. Spalding était connu pour un festival de fleurs qui y a eu lieu entre 1959 et 2013. La région produit en particulier des tulipes.

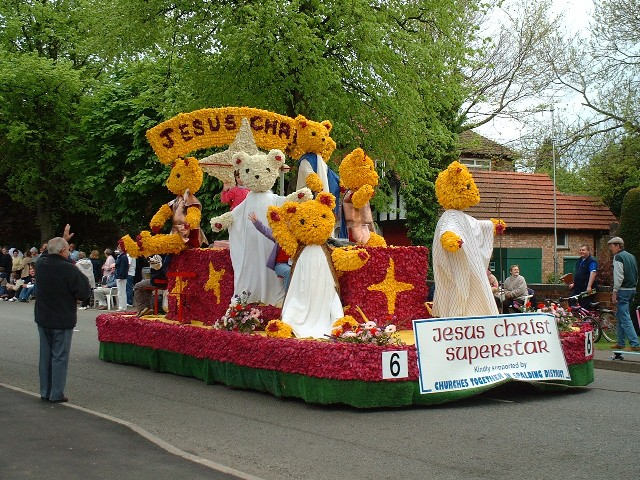
Festival des fleurs à Spalding en 2003